# Interlands Deens voetbalelftal 1990-1999
Deze pagina toont een chronologisch en gedetailleerd overzicht van de interlands die het Deens voetbalelftal speelde in de periode 1990 – 1999.

## Interlands

### 1990
|                                                       |                           |       |                        |                                                                                         |
| 5 februari Vriendschappelijk № 537 «onderlinge duels» | V.A.E.                    | 1 – 1 | Denemarken             | Al-Maktoumstadion, Dubai Toeschouwers: 3.000 Scheidsrechter: Salem Binhazim Saeed (UAE) |
| 5 februari Vriendschappelijk № 537 «onderlinge duels» | Khalid Ismail Mubarak 78' |       | 36' (pen.) John Larsen | Al-Maktoumstadion, Dubai Toeschouwers: 3.000 Scheidsrechter: Salem Binhazim Saeed (UAE) |

|                                                                          |        |       |            |                                                                           |
| 14 februari Vriendschappelijk № 538 «onderlinge duels» 15:00 uur (UTC+2) | Egypte | 0 – 0 | Denemarken | Cairostadion, Caïro Toeschouwers: 30.000 Scheidsrechter: Brian Hill (ENG) |
| 14 februari Vriendschappelijk № 538 «onderlinge duels» 15:00 uur (UTC+2) |        |       |            | Cairostadion, Caïro Toeschouwers: 30.000 Scheidsrechter: Brian Hill (ENG) |

|                                                                       |                   |       |         |                                                                                           |
| 11 april Vriendschappelijk № 539 «onderlinge duels» 19:00 uur (UTC+2) | Denemarken        | 1 – 0 | Turkije | Idrætsparken, Kopenhagen Toeschouwers: 12.100 Scheidsrechter: Marcel Van Langenhove (BEL) |
| 11 april Vriendschappelijk № 539 «onderlinge duels» 19:00 uur (UTC+2) | Lars Jakobsen 47' |       |         | Idrætsparken, Kopenhagen Toeschouwers: 12.100 Scheidsrechter: Marcel Van Langenhove (BEL) |

|                                                                     |                  |       |            |                                                                                  |
| 15 mei Vriendschappelijk № 540 «onderlinge duels» 20:00 uur (UTC+1) | Engeland         | 1 – 0 | Denemarken | Wembley Stadium, Londen Toeschouwers: 27.643 Scheidsrechter: Jim McCluskey (SCO) |
| 15 mei Vriendschappelijk № 540 «onderlinge duels» 20:00 uur (UTC+1) | Gary Lineker 55' |       |            | Wembley Stadium, Londen Toeschouwers: 27.643 Scheidsrechter: Jim McCluskey (SCO) |

|                                                                     |                 |       |            |                                                                                    |
| 30 mei Vriendschappelijk № 541 «onderlinge duels» 20:15 uur (UTC+2) | West-Duitsland  | 1 – 0 | Denemarken | Parkstadion, Gelsenkirchen Toeschouwers: 42.000 Scheidsrechter: Neil Midgley (ENG) |
| 30 mei Vriendschappelijk № 541 «onderlinge duels» 20:15 uur (UTC+2) | Rudi Völler 35' |       |            | Parkstadion, Gelsenkirchen Toeschouwers: 42.000 Scheidsrechter: Neil Midgley (ENG) |

|                                                                     |                          |       |                                          |                                                                                  |
| 6 juni Vriendschappelijk № 542 «onderlinge duels» 19:00 uur (UTC+2) | Noorwegen                | 1 – 2 | Denemarken                               | Lerkendalstadion, Trondheim Toeschouwers: 8.035 Scheidsrechter: Bo Persson (SWE) |
| 6 juni Vriendschappelijk № 542 «onderlinge duels» 19:00 uur (UTC+2) | Jørn Andersen 87' (pen.) |       | 15' Flemming Povlsen 32' Michael Laudrup | Lerkendalstadion, Trondheim Toeschouwers: 8.035 Scheidsrechter: Bo Persson (SWE) |

|                                                                          |        |                      |            |                                                                             |
| 5 september Vriendschappelijk № 543 «onderlinge duels» 19:00 uur (UTC+2) | Zweden | 0 – 1                | Denemarken | Arosvallen, Västerås Toeschouwers: 9.034 Scheidsrechter: Douglas Hope (SCO) |
| 5 september Vriendschappelijk № 543 «onderlinge duels» 19:00 uur (UTC+2) |        | 85' Bent Christensen |            | Arosvallen, Västerås Toeschouwers: 9.034 Scheidsrechter: Douglas Hope (SCO) |

|                                                                           |                   |       |       |                                                                              |
| 11 september Vriendschappelijk № 544 «onderlinge duels» 19:00 uur (UTC+2) | Denemarken        | 1 – 0 | Wales | Idrætsparken, Kopenhagen Toeschouwers: 8.700 Scheidsrechter: Esa Palsi (FIN) |
| 11 september Vriendschappelijk № 544 «onderlinge duels» 19:00 uur (UTC+2) | Brian Laudrup 64' |       |       | Idrætsparken, Kopenhagen Toeschouwers: 8.700 Scheidsrechter: Esa Palsi (FIN) |

|                                                                            |                                                                              |       |                   |                                                                                          |
| 10 oktober EK 1992 kwalificatie № 545 «onderlinge duels» 19:30 uur (UTC+1) | Denemarken                                                                   | 4 – 1 | Faeröer           | Idrætsparken, Kopenhagen Toeschouwers: 38.563 Scheidsrechter: Guðmundur Haraldsson (ISL) |
| 10 oktober EK 1992 kwalificatie № 545 «onderlinge duels» 19:30 uur (UTC+1) | Michael Laudrup 8' Lars Elstrup 37' Michael Laudrup 48' Flemming Povlsen 89' |       | 21' Allan Mørkøre | Idrætsparken, Kopenhagen Toeschouwers: 38.563 Scheidsrechter: Guðmundur Haraldsson (ISL) |

|                                                                            |                  |       |                        |                                                                                |
| 17 oktober EK 1992 kwalificatie № 546 «onderlinge duels» 20:00 uur (UTC+1) | Noord-Ierland    | 1 – 1 | Denemarken             | Windsor Park, Belfast Toeschouwers: 9.079 Scheidsrechter: Roger Philippi (LUX) |
| 17 oktober EK 1992 kwalificatie № 546 «onderlinge duels» 20:00 uur (UTC+1) | Colin Clarke 58' |       | 11' (pen.) Jan Bartram | Windsor Park, Belfast Toeschouwers: 9.079 Scheidsrechter: Roger Philippi (LUX) |

|                                                                             |            |                                        |             |                                                                                  |
| 14 november EK 1992 kwalificatie № 547 «onderlinge duels» 19:30 uur (UTC+1) | Denemarken | 0 – 2                                  | Joegoslavië | Idrætsparken, Kopenhagen Toeschouwers: 39.700 Scheidsrechter: Neil Midgley (ENG) |
| 14 november EK 1992 kwalificatie № 547 «onderlinge duels» 19:30 uur (UTC+1) |            | 77' Mehmed Baždarević 84' Robert Jarni |             | Idrætsparken, Kopenhagen Toeschouwers: 39.700 Scheidsrechter: Neil Midgley (ENG) |

### 1991
|                                                                      |              |       |                       |                                                                                         |
| 9 april Vriendschappelijk № 548 «onderlinge duels» 19:30 uur (UTC+2) | Denemarken   | 1 – 1 | Bulgarije             | Odensestadion, Odense Toeschouwers: 4.004 Scheidsrechter: Frans Van Den Wijngaert (BEL) |
| 9 april Vriendschappelijk № 548 «onderlinge duels» 19:30 uur (UTC+2) | Jes Høgh 32' |       | 84' Petar Aleksandrov | Odensestadion, Odense Toeschouwers: 4.004 Scheidsrechter: Frans Van Den Wijngaert (BEL) |

|                                                                       |                  |       |                                           |                                                                                    |
| 1 mei EK 1992 kwalificatie № 549 «onderlinge duels» 20:00 uur (UTC+2) | Joegoslavië      | 1 – 2 | Denemarken                                | Rode Sterstadion, Belgrado Toeschouwers: 16.477 Scheidsrechter: Joël Quiniou (FRA) |
| 1 mei EK 1992 kwalificatie № 549 «onderlinge duels» 20:00 uur (UTC+2) | Darko Pančev 50' |       | 31' Bent Christensen 63' Bent Christensen | Rode Sterstadion, Belgrado Toeschouwers: 16.477 Scheidsrechter: Joël Quiniou (FRA) |

|                                                                        |                                          |       |                   |                                                                                     |
| 5 juni EK 1992 kwalificatie № 550 «onderlinge duels» 16:00 uur (UTC+2) | Denemarken                               | 2 – 1 | Oostenrijk        | Odensestadion, Odense Toeschouwers: 12.521 Scheidsrechter: Michał Listkiewicz (POL) |
| 5 juni EK 1992 kwalificatie № 550 «onderlinge duels» 16:00 uur (UTC+2) | Bent Christensen 2' Bent Christensen 33' |       | 83' Andreas Ogris | Odensestadion, Odense Toeschouwers: 12.521 Scheidsrechter: Michał Listkiewicz (POL) |

|                                                                                            |            |                                               |        |                                                                            |
| 12 juni Vriendschappelijk Scania 100 Tournament № 551 «onderlinge duels» 19:00 uur (UTC+2) | Denemarken | 0 – 2                                         | Italië | Malmö Stadion, Malmö Toeschouwers: 8.741 Scheidsrechter: Bo Karlsson (SWE) |
| 12 juni Vriendschappelijk Scania 100 Tournament № 551 «onderlinge duels» 19:00 uur (UTC+2) |            | 106' Ruggiero Rizzitelli 108' Gianluca Vialli |        | Malmö Stadion, Malmö Toeschouwers: 8.741 Scheidsrechter: Bo Karlsson (SWE) |

|                                                                                            |                                                                                  |       |            |                                                                                                |
| 15 juni Vriendschappelijk Scania 100 Tournament № 552 «onderlinge duels» 17:45 uur (UTC+2) | Zweden                                                                           | 4 – 0 | Denemarken | Norrköpings Idrottspark, Norrköping Toeschouwers: 7.849 Scheidsrechter: Aron Schmidhuber (GER) |
| 15 juni Vriendschappelijk Scania 100 Tournament № 552 «onderlinge duels» 17:45 uur (UTC+2) | Martin Dahlin 43' Martin Dahlin 50' Kennet Andersson 61' (pen.) Tomas Brolin 68' |       |            | Norrköpings Idrottspark, Norrköping Toeschouwers: 7.849 Scheidsrechter: Aron Schmidhuber (GER) |

|                                                                        |         |       |            |                                                                                      |
| 4 september Vriendschappelijk № 553 «onderlinge duels» 18:15 uur (UTC) | IJsland | 0 – 0 | Denemarken | Laugardalsvöllur, Reykjavik Toeschouwers: 4.184 Scheidsrechter: Leslie Mottram (SCO) |
| 4 september Vriendschappelijk № 553 «onderlinge duels» 18:15 uur (UTC) |         |       |            | Laugardalsvöllur, Reykjavik Toeschouwers: 4.184 Scheidsrechter: Leslie Mottram (SCO) |

|                                                                              |         |                                                                               |            |                                                                                            |
| 25 september EK 1992 kwalificatie № 554 «onderlinge duels» 19:30 uur (UTC+2) | Faeröer | 0 – 4                                                                         | Denemarken | Landskrona Idrottspark, Landskrona Toeschouwers: 2.589 Scheidsrechter: Jim McCluskey (SCO) |
| 25 september EK 1992 kwalificatie № 554 «onderlinge duels» 19:30 uur (UTC+2) |         | 2' (pen.) Kim Christofte 6' Bent Christensen 78' Frank Pingel 75' Kim Vilfort |            | Landskrona Idrottspark, Landskrona Toeschouwers: 2.589 Scheidsrechter: Jim McCluskey (SCO) |

|                                                                           |            |                                                                  |            |                                                                                        |
| 9 oktober EK 1992 kwalificatie № 555 «onderlinge duels» 19:30 uur (UTC+1) | Oostenrijk | 0 – 3                                                            | Denemarken | Praterstadion, Wenen Toeschouwers: 7.453 Scheidsrechter: Frans Van Den Wijngaert (BEL) |
| 9 oktober EK 1992 kwalificatie № 555 «onderlinge duels» 19:30 uur (UTC+1) |            | 9' (e.d.) Peter Artner 15' Flemming Povlsen 37' Bent Christensen |            | Praterstadion, Wenen Toeschouwers: 7.453 Scheidsrechter: Frans Van Den Wijngaert (BEL) |

|                                                                             |                                           |       |                   |                                                                                |
| 13 november EK 1992 kwalificatie № 556 «onderlinge duels» 19:30 uur (UTC+1) | Denemarken                                | 2 – 1 | Noord-Ierland     | Odensestadion, Odense Toeschouwers: 10.881 Scheidsrechter: Alexey Spirin (URS) |
| 13 november EK 1992 kwalificatie № 556 «onderlinge duels» 19:30 uur (UTC+1) | Flemming Povlsen 22' Flemming Povlsen 36' |       | 71' Gerry Taggart | Odensestadion, Odense Toeschouwers: 10.881 Scheidsrechter: Alexey Spirin (URS) |

### 1992
|                                                                      |                                    |       |                  |                                                                                         |
| 8 april Vriendschappelijk № 557 «onderlinge duels» 17:00 uur (UTC+3) | Turkije                            | 2 – 1 | Denemarken       | Ankara 19 Mayısstadion, Ankara Toeschouwers: 20.878 Scheidsrechter: Atanas Uzunov (BUL) |
| 8 april Vriendschappelijk № 557 «onderlinge duels» 17:00 uur (UTC+3) | Hami Mandıralı 33' Hakan Şükür 88' |       | 75' Lars Elstrup | Ankara 19 Mayısstadion, Ankara Toeschouwers: 20.878 Scheidsrechter: Atanas Uzunov (BUL) |

|                                                                       |                  |       |           |                                                                                |
| 29 april Vriendschappelijk № 558 «onderlinge duels» 19:00 uur (UTC+2) | Denemarken       | 1 – 0 | Noorwegen | Aarhus Stadion, Aarhus Toeschouwers: 7.000 Scheidsrechter: Simo Ruokonen (FIN) |
| 29 april Vriendschappelijk № 558 «onderlinge duels» 19:00 uur (UTC+2) | Lars Elstrup 59' |       |           | Aarhus Stadion, Aarhus Toeschouwers: 7.000 Scheidsrechter: Simo Ruokonen (FIN) |

|                                                                     |                      |       |                    |                                                                                  |
| 3 juni Vriendschappelijk № 559 «onderlinge duels» 19:00 uur (UTC+2) | Denemarken           | 1 – 1 | GOS                | Brøndbystadion, Brøndby Toeschouwers: 5.339 Scheidsrechter: Andrew Waddell (SCO) |
| 3 juni Vriendschappelijk № 559 «onderlinge duels» 19:00 uur (UTC+2) | Bent Christensen 34' |       | 52' Igor Kolyvanov | Brøndbystadion, Brøndby Toeschouwers: 5.339 Scheidsrechter: Andrew Waddell (SCO) |

| Europees kampioenschap voetbal 1992 |
| ----------------------------------- |

|                                                                    |            |       |          |                                                                                   |
| 11 juni EK 1992 Groep A № 560 «onderlinge duels» 20:15 uur (UTC+2) | Denemarken | 0 – 0 | Engeland | Malmö Stadion, Malmö Toeschouwers: 26.385 Scheidsrechter: John Blankenstein (NED) |
| 11 juni EK 1992 Groep A № 560 «onderlinge duels» 20:15 uur (UTC+2) |            |       |          | Malmö Stadion, Malmö Toeschouwers: 26.385 Scheidsrechter: John Blankenstein (NED) |

|                                                                    |                  |       |            |                                                                                   |
| 14 juni EK 1992 Groep A № 561 «onderlinge duels» 20:15 uur (UTC+2) | Zweden           | 1 – 0 | Denemarken | Råsundastadion, Solna Toeschouwers: 29.902 Scheidsrechter: Aron Schmidhuber (GER) |
| 14 juni EK 1992 Groep A № 561 «onderlinge duels» 20:15 uur (UTC+2) | Tomas Brolin 59' |       |            | Råsundastadion, Solna Toeschouwers: 29.902 Scheidsrechter: Aron Schmidhuber (GER) |

|                                                                    |                                   |       |                       |                                                                                   |
| 17 juni EK 1992 Groep A № 562 «onderlinge duels» 20:15 uur (UTC+2) | Denemarken                        | 2 – 1 | Frankrijk             | Malmö Stadion, Malmö Toeschouwers: 25.763 Scheidsrechter: Hubert Forstinger (AUT) |
| 17 juni EK 1992 Groep A № 562 «onderlinge duels» 20:15 uur (UTC+2) | Henrik Larsen 8' Lars Elstrup 78' |       | 60' Jean-Pierre Papin | Malmö Stadion, Malmö Toeschouwers: 25.763 Scheidsrechter: Hubert Forstinger (AUT) |

|                                                                         |                                    |              |                                        |                                                                                    |
| 22 juni EK 1992 Halve finale № 563 «onderlinge duels» 20:15 uur (UTC+2) | Denemarken                         | 2 – 2 (n.v.) | Nederland                              | Ullevi Stadion, Göteborg Toeschouwers: 37.450 Scheidsrechter: Emilio Soriano (ESP) |
| 22 juni EK 1992 Halve finale № 563 «onderlinge duels» 20:15 uur (UTC+2) | Henrik Larsen 5' Henrik Larsen 32' |              | 23' Dennis Bergkamp 85' Frank Rijkaard | Ullevi Stadion, Göteborg Toeschouwers: 37.450 Scheidsrechter: Emilio Soriano (ESP) |

|                                                                        |     | strafschoppen                                                              |  |
| Henrik Larsen Flemming Povlsen Lars Elstrup Kim Vilfort Kim Christofte | 5–4 | Ronald Koeman Marco van Basten Dennis Bergkamp Frank Rijkaard Rob Witschge |  |

|                                                                   |                                 |       |           |                                                                                  |
| 26 juni EK 1992 Finale № 564 «onderlinge duels» 20:15 uur (UTC+2) | Denemarken                      | 2 – 0 | Duitsland | Ullevi Stadion, Göteborg Toeschouwers: 38.700 Scheidsrechter: Bruno Galler (SUI) |
| 26 juni EK 1992 Finale № 564 «onderlinge duels» 20:15 uur (UTC+2) | John Jensen 18' Kim Vilfort 78' |       |           | Ullevi Stadion, Göteborg Toeschouwers: 38.700 Scheidsrechter: Bruno Galler (SUI) |

|  |  |  |  |  |  |  |  |  |

|                                                                             |         |       |            |                                                                              |
| 26 augustus WK 1994 kwalificatie № 565 «onderlinge duels» 18:30 uur (UTC+3) | Letland | 0 – 0 | Denemarken | Daugavastadion, Riga Toeschouwers: 8.124 Scheidsrechter: Alfred Wieser (AUT) |
| 26 augustus WK 1994 kwalificatie № 565 «onderlinge duels» 18:30 uur (UTC+3) |         |       |            | Daugavastadion, Riga Toeschouwers: 8.124 Scheidsrechter: Alfred Wieser (AUT) |

|                                                                          |                  |       |                                            |                                                                               |
| 9 september Vriendschappelijk № 566 «onderlinge duels» 19:00 uur (UTC+2) | Denemarken       | 1 – 2 | Duitsland                                  | Parken, Kopenhagen Toeschouwers: 40.600 Scheidsrechter: Martin Bodenham (ENG) |
| 9 september Vriendschappelijk № 566 «onderlinge duels» 19:00 uur (UTC+2) | Lars Elstrup 81' |       | 47' Karl-Heinz Riedle 88' Stefan Effenberg | Parken, Kopenhagen Toeschouwers: 40.600 Scheidsrechter: Martin Bodenham (ENG) |

|                                                                              |          |       |            |                                                                                   |
| 23 september WK 1994 kwalificatie № 567 «onderlinge duels» 18:30 uur (UTC+3) | Litouwen | 0 – 0 | Denemarken | Žalgirisstadion, Vilnius Toeschouwers: 8.500 Scheidsrechter: Lyuben Angelov (BUL) |
| 23 september WK 1994 kwalificatie № 567 «onderlinge duels» 18:30 uur (UTC+3) |          |       |            | Žalgirisstadion, Vilnius Toeschouwers: 8.500 Scheidsrechter: Lyuben Angelov (BUL) |

|                                                                            |            |       |         |                                                                              |
| 14 oktober WK 1994 kwalificatie № 568 «onderlinge duels» 19:00 uur (UTC+1) | Denemarken | 0 – 0 | Ierland | Parken, Kopenhagen Toeschouwers: 40.100 Scheidsrechter: Ryszard Wójcik (POL) |
| 14 oktober WK 1994 kwalificatie № 568 «onderlinge duels» 19:00 uur (UTC+1) |            |       |         | Parken, Kopenhagen Toeschouwers: 40.100 Scheidsrechter: Ryszard Wójcik (POL) |

|                                                                           |               |                   |            |                                                                              |
| 18 november WK 1994 kwalificatie № 569 «onderlinge duels» 20:00 uur (UTC) | Noord-Ierland | 0 – 1             | Denemarken | Windsor Park, Belfast Toeschouwers: 11.000 Scheidsrechter: Sándor Puhl (HUN) |
| 18 november WK 1994 kwalificatie № 569 «onderlinge duels» 20:00 uur (UTC) |               | 51' Henrik Larsen |            | Windsor Park, Belfast Toeschouwers: 11.000 Scheidsrechter: Sándor Puhl (HUN) |

### 1993
|                                                                         |                                    |       |                                      |                                                                                        |
| 30 januari Vriendschappelijk № 570 «onderlinge duels» 13:00 uur (UTC−7) | Verenigde Staten                   | 2 – 2 | Denemarken                           | Sun Devil Stadium, Tempe Toeschouwers: 13.215 Scheidsrechter: Carlos Castellanos (MEX) |
| 30 januari Vriendschappelijk № 570 «onderlinge duels» 13:00 uur (UTC−7) | Bruce Murray 59' Joe-Max Moore 87' |       | 29' Mark Strudal 85' Jakob Kjeldberg | Sun Devil Stadium, Tempe Toeschouwers: 13.215 Scheidsrechter: Carlos Castellanos (MEX) |

|                                                        |                             |       |                             |                                                                                                  |
| 24 februari Vriendschappelijk № 571 «onderlinge duels» | Argentinië                  | 1 – 1 | Denemarken                  | Estadio José María Minella, Mar del Plata Toeschouwers: 34.683 Scheidsrechter: Sándor Puhl (HUN) |
| 24 februari Vriendschappelijk № 571 «onderlinge duels» | Claudio Caniggia 30' (pen.) |       | 12' (e.d.) Néstor Craviotto | Estadio José María Minella, Mar del Plata Toeschouwers: 34.683 Scheidsrechter: Sándor Puhl (HUN) |

|                                                                          |                      |       |        |                                                                                  |
| 31 maart WK 1994 kwalificatie № 572 «onderlinge duels» 19:00 uur (UTC+2) | Denemarken           | 1 – 0 | Spanje | Parken, Kopenhagen Toeschouwers: 40.272 Scheidsrechter: Mario van der Ende (NED) |
| 31 maart WK 1994 kwalificatie № 572 «onderlinge duels» 19:00 uur (UTC+2) | Flemming Povlsen 21' |       |        | Parken, Kopenhagen Toeschouwers: 40.272 Scheidsrechter: Mario van der Ende (NED) |

|                                                                          |                                  |       |         |                                                                             |
| 14 april WK 1994 kwalificatie № 573 «onderlinge duels» 19:00 uur (UTC+2) | Denemarken                       | 2 – 0 | Letland | Parken, Kopenhagen Toeschouwers: 29.088 Scheidsrechter: Rune Pedersen (NOR) |
| 14 april WK 1994 kwalificatie № 573 «onderlinge duels» 19:00 uur (UTC+2) | Kim Vilfort 68' Mark Strudal 76' |       |         | Parken, Kopenhagen Toeschouwers: 29.088 Scheidsrechter: Rune Pedersen (NOR) |

|                                                                          |                 |       |                 |                                                                               |
| 28 april WK 1994 kwalificatie № 574 «onderlinge duels» 14:45 uur (UTC+1) | Ierland         | 1 – 1 | Denemarken      | Lansdowne Road, Dublin Toeschouwers: 33.000 Scheidsrechter: Rémi Harrel (FRA) |
| 28 april WK 1994 kwalificatie № 574 «onderlinge duels» 14:45 uur (UTC+1) | Niall Quinn 74' |       | 27' Kim Vilfort | Lansdowne Road, Dublin Toeschouwers: 33.000 Scheidsrechter: Rémi Harrel (FRA) |

|                                                                        |                                                                    |       |         |                                                                            |
| 2 juni WK 1994 kwalificatie № 575 «onderlinge duels» 19:00 uur (UTC+2) | Denemarken                                                         | 4 – 0 | Albanië | Parken, Kopenhagen Toeschouwers: 39.503 Scheidsrechter: Gerd Grabher (NOR) |
| 2 juni WK 1994 kwalificatie № 575 «onderlinge duels» 19:00 uur (UTC+2) | John Jensen 11' Frank Pingel 20' Peter Møller 29' Frank Pingel 41' |       |         | Parken, Kopenhagen Toeschouwers: 39.503 Scheidsrechter: Gerd Grabher (NOR) |

|                                                                             |                                                                                   |       |          |                                                                              |
| 25 augustus WK 1994 kwalificatie № 576 «onderlinge duels» 19:00 uur (UTC+2) | Denemarken                                                                        | 4 – 0 | Litouwen | Parken, Kopenhagen Toeschouwers: 40.282 Scheidsrechter: Bragi Bergmann (ISL) |
| 25 augustus WK 1994 kwalificatie № 576 «onderlinge duels» 19:00 uur (UTC+2) | Lars Olsen 12' Frank Pingel 42' Brian Laudrup 61' Aurelijus Skarbalius 70' (e.d.) |       |          | Parken, Kopenhagen Toeschouwers: 40.282 Scheidsrechter: Bragi Bergmann (ISL) |

|                                                           |         |                  |            |                                                                                               |
| 8 september WK 1994 kwalificatie № 577 «onderlinge duels» | Albanië | 0 – 1            | Denemarken | Stadiumi Kombetar Qemal Stafa, Tirana Toeschouwers: 8.000 Scheidsrechter: Loizos Loizou (CYP) |
| 8 september WK 1994 kwalificatie № 577 «onderlinge duels» |         | 64' Frank Pingel |            | Stadiumi Kombetar Qemal Stafa, Tirana Toeschouwers: 8.000 Scheidsrechter: Loizos Loizou (CYP) |

|                                                                            |                   |       |               |                                                                            |
| 13 oktober WK 1994 kwalificatie № 578 «onderlinge duels» 19:00 uur (UTC+1) | Denemarken        | 1 – 0 | Noord-Ierland | Parken, Kopenhagen Toeschouwers: 40.242 Scheidsrechter: Vadzim Zjoek (BLR) |
| 13 oktober WK 1994 kwalificatie № 578 «onderlinge duels» 19:00 uur (UTC+1) | Brian Laudrup 83' |       |               | Parken, Kopenhagen Toeschouwers: 40.242 Scheidsrechter: Vadzim Zjoek (BLR) |

|                                                                             |                     |       |            |                                                                                                   |
| 17 november WK 1994 kwalificatie № 579 «onderlinge duels» 21:00 uur (UTC+1) | Spanje              | 1 – 0 | Denemarken | Estadio Ramón Sánchez Pizjuán, Sevilla Toeschouwers: 38.000 Scheidsrechter: Vasilis Nikakis (GRE) |
| 17 november WK 1994 kwalificatie № 579 «onderlinge duels» 21:00 uur (UTC+1) | Fernando Hierro 63' |       |            | Estadio Ramón Sánchez Pizjuán, Sevilla Toeschouwers: 38.000 Scheidsrechter: Vasilis Nikakis (GRE) |

### 1994
|                                                                    |                 |       |            |                                                                                   |
| 9 maart Vriendschappelijk № 580 «onderlinge duels» 20:00 uur (UTC) | Engeland        | 1 – 0 | Denemarken | Wembley Stadium, Londen Toeschouwers: 71.790 Scheidsrechter: Jaap Uilenberg (NED) |
| 9 maart Vriendschappelijk № 580 «onderlinge duels» 20:00 uur (UTC) | David Platt 16' |       |            | Wembley Stadium, Londen Toeschouwers: 71.790 Scheidsrechter: Jaap Uilenberg (NED) |

|                                                                       |                                                                     |       |                  |                                                                                   |
| 20 april Vriendschappelijk № 581 «onderlinge duels» 19:15 uur (UTC+2) | Denemarken                                                          | 3 – 1 | Hongarije        | Parken, Kopenhagen Toeschouwers: 12.152 Scheidsrechter: Styrbjörn Oskarsson (FIN) |
| 20 april Vriendschappelijk № 581 «onderlinge duels» 19:15 uur (UTC+2) | Michael Laudrup 23' (pen.) Michael Laudrup 44' Flemming Povlsen 60' |       | 2' István Vincze | Parken, Kopenhagen Toeschouwers: 12.152 Scheidsrechter: Styrbjörn Oskarsson (FIN) |

|                                                                     |                     |       |        |                                                                             |
| 26 mei Vriendschappelijk № 582 «onderlinge duels» 20:00 uur (UTC+2) | Denemarken          | 1 – 0 | Zweden | Parken, Kopenhagen Toeschouwers: 28.689 Scheidsrechter: Rune Pedersen (NOR) |
| 26 mei Vriendschappelijk № 582 «onderlinge duels» 20:00 uur (UTC+2) | Michael Laudrup 54' |       |        | Parken, Kopenhagen Toeschouwers: 28.689 Scheidsrechter: Rune Pedersen (NOR) |

|                                                                     |                                         |       |                      |                                                                               |
| 1 juni Vriendschappelijk № 583 «onderlinge duels» 20:00 uur (UTC+2) | Noorwegen                               | 2 – 1 | Denemarken           | Ullevaalstadion, Oslo Toeschouwers: 26.123 Scheidsrechter: Leif Sundell (SWE) |
| 1 juni Vriendschappelijk № 583 «onderlinge duels» 20:00 uur (UTC+2) | Jahn Ivar Jakobsen 35' Henning Berg 45' |       | 42' Flemming Povlsen | Ullevaalstadion, Oslo Toeschouwers: 26.123 Scheidsrechter: Leif Sundell (SWE) |

|                                                                          |                                        |       |                  |                                                                           |
| 17 augustus Vriendschappelijk № 584 «onderlinge duels» 19:15 uur (UTC+2) | Denemarken                             | 2 – 1 | Finland          | Parken, Kopenhagen Toeschouwers: 7.692 Scheidsrechter: Günter Benkö (AUT) |
| 17 augustus Vriendschappelijk № 584 «onderlinge duels» 19:15 uur (UTC+2) | Brian Laudrup 66' Morten Wieghorst 74' |       | 40' Kim Suominen | Parken, Kopenhagen Toeschouwers: 7.692 Scheidsrechter: Günter Benkö (AUT) |

|                                                                             |                     |       |                      |                                                                                       |
| 7 september EK 1996 kwalificatie № 585 «onderlinge duels» 18:00 uur (UTC+2) | Macedonië           | 1 – 1 | Denemarken           | Gradski Stadion, Skopje Toeschouwers: 22.000 Scheidsrechter: Mario van der Ende (NED) |
| 7 september EK 1996 kwalificatie № 585 «onderlinge duels» 18:00 uur (UTC+2) | Mitko Stojkovski 4' |       | 86' Flemming Povlsen | Gradski Stadion, Skopje Toeschouwers: 22.000 Scheidsrechter: Mario van der Ende (NED) |

|                                                                            |                                                  |       |                  |                                                                                  |
| 12 oktober EK 1996 kwalificatie № 586 «onderlinge duels» 19:15 uur (UTC+1) | Denemarken                                       | 3 – 1 | België           | Parken, Kopenhagen Toeschouwers: 40.075 Scheidsrechter: Pierluigi Pairetto (ITA) |
| 12 oktober EK 1996 kwalificatie № 586 «onderlinge duels» 19:15 uur (UTC+1) | Kim Vilfort 35' John Jensen 72' Mark Strudal 86' |       | 31' Marc Degryse | Parken, Kopenhagen Toeschouwers: 40.075 Scheidsrechter: Pierluigi Pairetto (ITA) |

|                                                                             |                                              |       |            |                                                                                                 |
| 16 november EK 1996 kwalificatie № 587 «onderlinge duels» 21:30 uur (UTC+1) | Spanje                                       | 3 – 0 | Denemarken | Estadio Ramón Sánchez Pizjuán, Sevilla Toeschouwers: 26.428 Scheidsrechter: Jim McCluskey (SCO) |
| 16 november EK 1996 kwalificatie № 587 «onderlinge duels» 21:30 uur (UTC+1) | Miguel Nadal 41' Donato 57' Luis Enrique 87' |       |            | Estadio Ramón Sánchez Pizjuán, Sevilla Toeschouwers: 26.428 Scheidsrechter: Jim McCluskey (SCO) |

### 1995
| FIFA Confederations Cup 1995 |
| ---------------------------- |

|                                                                                      |               |                                        |            |                                                                                   |
| 8 januari FIFA Confederations Cup Groep A № 588 «onderlinge duels» 18:00 uur (UTC+3) | Saoedi-Arabië | 0 – 2                                  | Denemarken | Koning Fahdstadion, Riyad Toeschouwers: 5.000 Scheidsrechter: Lim Kee Chong (MRT) |
| 8 januari FIFA Confederations Cup Groep A № 588 «onderlinge duels» 18:00 uur (UTC+3) |               | 43' Brian Laudrup 90' Morten Wieghorst |            | Koning Fahdstadion, Riyad Toeschouwers: 5.000 Scheidsrechter: Lim Kee Chong (MRT) |

|                                                                                       |                     |       |                         |                                                                                          |
| 10 januari FIFA Confederations Cup Groep A № 589 «onderlinge duels» 18:00 uur (UTC+3) | Denemarken          | 1 – 1 | Mexico                  | Koning Fahdstadion, Riyad Toeschouwers: 17.000 Scheidsrechter: Salvador Imperatore (CHI) |
| 10 januari FIFA Confederations Cup Groep A № 589 «onderlinge duels» 18:00 uur (UTC+3) | Peter Rasmussen 88' |       | 70' Luis Garcia Postigo | Koning Fahdstadion, Riyad Toeschouwers: 17.000 Scheidsrechter: Salvador Imperatore (CHI) |

|                                                                                      |            |                                               |            |                                                                                  |
| 13 januari FIFA Confederations Cup Finale № 590 «onderlinge duels» 20:00 uur (UTC+3) | Argentinië | 0 – 2                                         | Denemarken | Koning Fahdstadion, Riyad Toeschouwers: 35.000 Scheidsrechter: Ali Bujsaim (UAE) |
| 13 januari FIFA Confederations Cup Finale № 590 «onderlinge duels» 20:00 uur (UTC+3) |            | 8' (pen.) Michael Laudrup 73' Peter Rasmussen |            | Koning Fahdstadion, Riyad Toeschouwers: 35.000 Scheidsrechter: Ali Bujsaim (UAE) |

|  |  |  |  |  |  |  |  |  |

|                                                                          |                         |       |                       |                                                                                   |
| 29 maart EK 1996 kwalificatie № 591 «onderlinge duels» 20:00 uur (UTC+3) | Cyprus                  | 1 – 1 | Denemarken            | Tsirionstadion, Limasol Toeschouwers: 12.000 Scheidsrechter: Brendan Shorte (IRL) |
| 29 maart EK 1996 kwalificatie № 591 «onderlinge duels» 20:00 uur (UTC+3) | Marios Agathokleous 45' |       | 3' Michael Schjønberg | Tsirionstadion, Limasol Toeschouwers: 12.000 Scheidsrechter: Brendan Shorte (IRL) |

|                                                                          |                   |       |           |                                                                            |
| 26 april EK 1996 kwalificatie № 592 «onderlinge duels» 19:15 uur (UTC+2) | Denemarken        | 1 – 0 | Macedonië | Parken, Kopenhagen Toeschouwers: 38.888 Scheidsrechter: Karol Ihring (SVK) |
| 26 april EK 1996 kwalificatie № 592 «onderlinge duels» 19:15 uur (UTC+2) | Peter Nielsen 70' |       |           | Parken, Kopenhagen Toeschouwers: 38.888 Scheidsrechter: Karol Ihring (SVK) |

|                                                                     |         |                 |            |                                                                                    |
| 31 mei Vriendschappelijk № 593 «onderlinge duels» 19:30 uur (UTC+3) | Finland | 0 – 1           | Denemarken | Olympisch Stadion, Helsinki Toeschouwers: 7.112 Scheidsrechter: René Temmink (NED) |
| 31 mei Vriendschappelijk № 593 «onderlinge duels» 19:30 uur (UTC+3) |         | 74' Mikkel Beck |            | Olympisch Stadion, Helsinki Toeschouwers: 7.112 Scheidsrechter: René Temmink (NED) |

|                                                                        |                                                                       |       |        |                                                                             |
| 7 juni EK 1996 kwalificatie № 594 «onderlinge duels» 19:15 uur (UTC+2) | Denemarken                                                            | 4 – 0 | Cyprus | Parken, Kopenhagen Toeschouwers: 40.282 Scheidsrechter: Werner Müller (SUI) |
| 7 juni EK 1996 kwalificatie № 594 «onderlinge duels» 19:15 uur (UTC+2) | Kim Vilfort 45' Kim Vilfort 50' Brian Laudrup 58' Michael Laudrup 75' |       |        | Parken, Kopenhagen Toeschouwers: 40.282 Scheidsrechter: Werner Müller (SUI) |

|                                                                             |         |                                       |            |                                                                                    |
| 16 augustus EK 1996 kwalificatie № 595 «onderlinge duels» 19:00 uur (UTC+4) | Armenië | 0 – 2                                 | Denemarken | Hrazdan Stadion, Jerevan Toeschouwers: 22.000 Scheidsrechter: Georg Dardenne (GER) |
| 16 augustus EK 1996 kwalificatie № 595 «onderlinge duels» 19:00 uur (UTC+4) |         | 34' Michael Laudrup 47' Allan Nielsen |            | Hrazdan Stadion, Jerevan Toeschouwers: 22.000 Scheidsrechter: Georg Dardenne (GER) |

|                                                                             |                  |       |                                                     |                                                                                           |
| 6 september EK 1996 kwalificatie № 596 «onderlinge duels» 20:15 uur (UTC+2) | België           | 1 – 3 | Denemarken                                          | Koning Boudewijn Stadion, Brussel Toeschouwers: 39.627 Scheidsrechter: Vadzim Zjoek (BLR) |
| 6 september EK 1996 kwalificatie № 596 «onderlinge duels» 20:15 uur (UTC+2) | Georges Grün 25' |       | 20' Michael Laudrup 22' Mikkel Beck 65' Kim Vilfort | Koning Boudewijn Stadion, Brussel Toeschouwers: 39.627 Scheidsrechter: Vadzim Zjoek (BLR) |

|                                                                            |                 |       |                            |                                                                             |
| 11 oktober EK 1996 kwalificatie № 597 «onderlinge duels» 19:15 uur (UTC+1) | Denemarken      | 1 – 1 | Spanje                     | Parken, Kopenhagen Toeschouwers: 40.262 Scheidsrechter: Václav Krondl (CZE) |
| 11 oktober EK 1996 kwalificatie № 597 «onderlinge duels» 19:15 uur (UTC+1) | Kim Vilfort 46' |       | 17' (pen.) Fernando Hierro | Parken, Kopenhagen Toeschouwers: 40.262 Scheidsrechter: Václav Krondl (CZE) |

|                                                                             |                                                            |       |                      |                                                                                |
| 15 november EK 1996 kwalificatie № 598 «onderlinge duels» 19:15 uur (UTC+1) | Denemarken                                                 | 3 – 1 | Armenië              | Parken, Kopenhagen Toeschouwers: 40.208 Scheidsrechter: Gilles Veissière (FRA) |
| 15 november EK 1996 kwalificatie № 598 «onderlinge duels» 19:15 uur (UTC+1) | Michael Schjønberg 20' Mikkel Beck 35' Michael Laudrup 59' |       | 46' Arthur Petrosyan | Parken, Kopenhagen Toeschouwers: 40.208 Scheidsrechter: Gilles Veissière (FRA) |

### 1996
|                                                                       |                                      |       |            |                                                                                 |
| 27 maart Vriendschappelijk № 599 «onderlinge duels» 19:30 uur (UTC+1) | Duitsland                            | 2 – 0 | Denemarken | Olympiastadion, München Toeschouwers: 25.500 Scheidsrechter: René Temmink (NED) |
| 27 maart Vriendschappelijk № 599 «onderlinge duels» 19:30 uur (UTC+1) | Michael Laudrup 8' Brian Laudrup 28' |       |            | Olympiastadion, München Toeschouwers: 25.500 Scheidsrechter: René Temmink (NED) |

|                                                                       |                                      |       |           |                                                                            |
| 24 april Vriendschappelijk № 600 «onderlinge duels» 20:15 uur (UTC+2) | Denemarken                           | 2 – 0 | Schotland | Parken, Kopenhagen Toeschouwers: 23.031 Scheidsrechter: Jan Wegereef (NED) |
| 24 april Vriendschappelijk № 600 «onderlinge duels» 20:15 uur (UTC+2) | Michael Laudrup 8' Brian Laudrup 28' |       |           | Parken, Kopenhagen Toeschouwers: 23.031 Scheidsrechter: Jan Wegereef (NED) |

|                                                                     |                   |       |       |                                                                             |
| 2 juni Vriendschappelijk № 601 «onderlinge duels» 15:00 uur (UTC+2) | Denemarken        | 1 – 0 | Ghana | Parken, Kopenhagen Toeschouwers: 20.653 Scheidsrechter: Lutz Fröhlich (GER) |
| 2 juni Vriendschappelijk № 601 «onderlinge duels» 15:00 uur (UTC+2) | Thomas Helveg 41' |       |       | Parken, Kopenhagen Toeschouwers: 20.653 Scheidsrechter: Lutz Fröhlich (GER) |

| Europees kampioenschap voetbal 1996 |
| ----------------------------------- |

|                                                                   |                   |       |                      |                                                                                               |
| 9 juni EK 1996 Groep D № 602 «onderlinge duels» 19:30 uur (UTC+1) | Denemarken        | 1 – 1 | Portugal             | Hillsborough Stadium, Sheffield Toeschouwers: 34.993 Scheidsrechter: Mario van der Ende (NED) |
| 9 juni EK 1996 Groep D № 602 «onderlinge duels» 19:30 uur (UTC+1) | Brian Laudrup 21' |       | 52' Ricardo Sá Pinto | Hillsborough Stadium, Sheffield Toeschouwers: 34.993 Scheidsrechter: Mario van der Ende (NED) |

|                                                                    |                                                           |       |            |                                                                                       |
| 16 juni EK 1996 Groep D № 603 «onderlinge duels» 18:00 uur (UTC+1) | Kroatië                                                   | 3 – 0 | Denemarken | Hillsborough Stadium, Sheffield Toeschouwers: 33.671 Scheidsrechter: Marc Batta (FRA) |
| 16 juni EK 1996 Groep D № 603 «onderlinge duels» 18:00 uur (UTC+1) | Davor Šuker 52' (pen.) Zvonimir Boban 84' Davor Šuker 89' |       |            | Hillsborough Stadium, Sheffield Toeschouwers: 33.671 Scheidsrechter: Marc Batta (FRA) |

|                                                                    |                                                       |       |         |                                                                                             |
| 19 juni EK 1996 Groep D № 604 «onderlinge duels» 16:30 uur (UTC+1) | Denemarken                                            | 3 – 0 | Turkije | Hillsborough Stadium, Sheffield Toeschouwers: 28.591 Scheidsrechter: Nikolay Levnikov (RUS) |
| 19 juni EK 1996 Groep D № 604 «onderlinge duels» 16:30 uur (UTC+1) | Brian Laudrup 49' Allan Nielsen 68' Brian Laudrup 82' |       |         | Hillsborough Stadium, Sheffield Toeschouwers: 28.591 Scheidsrechter: Nikolay Levnikov (RUS) |

|  |  |  |  |  |  |  |  |  |

|                                                                          |        |              |            |                                                                                  |
| 14 augustus Vriendschappelijk № 605 «onderlinge duels» 19:00 uur (UTC+2) | Zweden | 0 – 1        | Denemarken | Ullevi Stadion, Göteborg Toeschouwers: 21.350 Scheidsrechter: Ľuboš Micheľ (SVK) |
| 14 augustus Vriendschappelijk № 605 «onderlinge duels» 19:00 uur (UTC+2) |        | 27' Ole Bjur |            | Ullevi Stadion, Göteborg Toeschouwers: 21.350 Scheidsrechter: Ľuboš Micheľ (SVK) |

|                                                                             |          |                                          |            |                                                                                      |
| 1 september WK 1998 kwalificatie № 606 «onderlinge duels» 20:00 uur (UTC+2) | Slovenië | 0 – 2                                    | Denemarken | Stadion za Bežigradom, Ljubljana Toeschouwers: 3.200 Scheidsrechter: Urs Meier (SUI) |
| 1 september WK 1998 kwalificatie № 606 «onderlinge duels» 20:00 uur (UTC+2) |          | 78' Allan Nielsen 89' Michael Schjønberg |            | Stadion za Bežigradom, Ljubljana Toeschouwers: 3.200 Scheidsrechter: Urs Meier (SUI) |

|                                                                           |                                                  |       |                   |                                                                           |
| 9 oktober WK 1998 kwalificatie № 607 «onderlinge duels» 19:15 uur (UTC+2) | Denemarken                                       | 2 – 1 | Griekenland       | Parken, Kopenhagen Toeschouwers: 40.262 Scheidsrechter: Paul Durkin (ENG) |
| 9 oktober WK 1998 kwalificatie № 607 «onderlinge duels» 19:15 uur (UTC+2) | Theodoris Zagorakis 25' (e.d.) Brian Laudrup 51' |       | 35' Giorgos Donis | Parken, Kopenhagen Toeschouwers: 40.262 Scheidsrechter: Paul Durkin (ENG) |

|                                                                         |                  |       |           |                                                                               |
| 9 november Vriendschappelijk № 608 «onderlinge duels» 18:00 uur (UTC+1) | Denemarken       | 1 – 0 | Frankrijk | Parken, Kopenhagen Toeschouwers: 10.645 Scheidsrechter: Roy Helge Olsen (NOR) |
| 9 november Vriendschappelijk № 608 «onderlinge duels» 18:00 uur (UTC+1) | Per Pedersen 19' |       |           | Parken, Kopenhagen Toeschouwers: 10.645 Scheidsrechter: Roy Helge Olsen (NOR) |

### 1997
|                                                                          |                 |       |                   |                                                                                  |
| 29 maart WK 1998 kwalificatie № 609 «onderlinge duels» 20:15 uur (UTC+1) | Kroatië         | 1 – 1 | Denemarken        | Poljud Stadion, Split Toeschouwers: 33.865 Scheidsrechter: Piero Ceccarini (ITA) |
| 29 maart WK 1998 kwalificatie № 609 «onderlinge duels» 20:15 uur (UTC+1) | Davor Šuker 49' |       | 82' Brian Laudrup | Poljud Stadion, Split Toeschouwers: 33.865 Scheidsrechter: Piero Ceccarini (ITA) |

|                                                                          |                                                                              |       |          |                                                                            |
| 30 april WK 1998 kwalificatie № 610 «onderlinge duels» 19:15 uur (UTC+2) | Denemarken                                                                   | 4 – 0 | Slovenië | Parken, Kopenhagen Toeschouwers: 41.278 Scheidsrechter: Hellmut Krug (GER) |
| 30 april WK 1998 kwalificatie № 610 «onderlinge duels» 19:15 uur (UTC+2) | Allan Nielsen 4' Per Pedersen 28' Brian Laudrup 52' (pen.) Allan Nielsen 56' |       |          | Parken, Kopenhagen Toeschouwers: 41.278 Scheidsrechter: Hellmut Krug (GER) |

|                                                                        |                                   |       |                       |                                                                            |
| 8 juni WK 1998 kwalificatie № 611 «onderlinge duels» 15:00 uur (UTC+2) | Denemarken                        | 2 – 0 | Bosnië en Herzegovina | Parken, Kopenhagen Toeschouwers: 43.000 Scheidsrechter: Karol Ihring (SVK) |
| 8 juni WK 1998 kwalificatie № 611 «onderlinge duels» 15:00 uur (UTC+2) | Marc Rieper 67' Miklos Molnar 90' |       |                       | Parken, Kopenhagen Toeschouwers: 43.000 Scheidsrechter: Karol Ihring (SVK) |

|                                                                             |                                                               |       |            |                                                                                          |
| 20 augustus WK 1998 kwalificatie № 612 «onderlinge duels» 20:30 uur (UTC+2) | Bosnië en Herzegovina                                         | 3 – 0 | Denemarken | Stadion Koševo, Sarajevo Toeschouwers: 35.000 Scheidsrechter: Vítor Manuel Pereira (POR) |
| 20 augustus WK 1998 kwalificatie № 612 «onderlinge duels» 20:30 uur (UTC+2) | Edin Mujčin 17' Elvir Bolić 23' (pen.) Elvir Bolić 32' (pen.) |       |            | Stadion Koševo, Sarajevo Toeschouwers: 35.000 Scheidsrechter: Vítor Manuel Pereira (POR) |

|                                                                              |                                                         |       |                 |                                                                           |
| 10 september WK 1998 kwalificatie № 613 «onderlinge duels» 19:15 uur (UTC+2) | Denemarken                                              | 3 – 1 | Kroatië         | Parken, Kopenhagen Toeschouwers: 41.381 Scheidsrechter: Sándor Puhl (HUN) |
| 10 september WK 1998 kwalificatie № 613 «onderlinge duels» 19:15 uur (UTC+2) | Brian Laudrup 17' Michael Laudrup 36' Miklos Molnar 41' |       | 44' Davor Šuker | Parken, Kopenhagen Toeschouwers: 41.381 Scheidsrechter: Sándor Puhl (HUN) |

|                                                                            |             |       |            |                                                                                       |
| 11 oktober WK 1998 kwalificatie № 614 «onderlinge duels» 21:00 uur (UTC+3) | Griekenland | 0 – 0 | Denemarken | Olympisch Stadion, Athene Toeschouwers: 64.272 Scheidsrechter: Gilles Veissière (FRA) |
| 11 oktober WK 1998 kwalificatie № 614 «onderlinge duels» 21:00 uur (UTC+3) |             |       |            | Olympisch Stadion, Athene Toeschouwers: 64.272 Scheidsrechter: Gilles Veissière (FRA) |

### 1998
|                                                                     |           |                   |            |                                                                                    |
| 25 maart Vriendschappelijk № 615 «onderlinge duels» 20:00 uur (UTC) | Schotland | 0 – 1             | Denemarken | Ibrox Stadium, Glasgow Toeschouwers: 26.468 Scheidsrechter: Dermot Gallagher (ENG) |
| 25 maart Vriendschappelijk № 615 «onderlinge duels» 20:00 uur (UTC) |           | 38' Brian Laudrup |            | Ibrox Stadium, Glasgow Toeschouwers: 26.468 Scheidsrechter: Dermot Gallagher (ENG) |

|                                                                       |            |                                           |           |                                                                             |
| 22 april Vriendschappelijk № 616 «onderlinge duels» 19:15 uur (UTC+2) | Denemarken | 0 – 2                                     | Noorwegen | Parken, Kopenhagen Toeschouwers: 39.277 Scheidsrechter: Mikko Vuorela (FIN) |
| 22 april Vriendschappelijk № 616 «onderlinge duels» 19:15 uur (UTC+2) |            | 26' Øyvind Leonhardsen 58' Tore André Flo |           | Parken, Kopenhagen Toeschouwers: 39.277 Scheidsrechter: Mikko Vuorela (FIN) |

|                                                                     |                                                                          |       |            |                                                                              |
| 28 mei Vriendschappelijk № 617 «onderlinge duels» 19:00 uur (UTC+2) | Zweden                                                                   | 3 – 0 | Denemarken | Malmö Stadion, Malmö Toeschouwers: 25.258 Scheidsrechter: René Temmink (NED) |
| 28 mei Vriendschappelijk № 617 «onderlinge duels» 19:00 uur (UTC+2) | Fredrik Ljungberg 22' Jörgen Pettersson 33' (pen.) Jörgen Pettersson 49' |       |            | Malmö Stadion, Malmö Toeschouwers: 25.258 Scheidsrechter: René Temmink (NED) |

|                                                                     |                  |       |                                                 |                                                                             |
| 5 juni Vriendschappelijk № 618 «onderlinge duels» 15:00 uur (UTC+2) | Denemarken       | 1 – 2 | Kameroen                                        | Parken, Kopenhagen Toeschouwers: 40.564 Scheidsrechter: David Elleray (ENG) |
| 5 juni Vriendschappelijk № 618 «onderlinge duels» 15:00 uur (UTC+2) | Peter Møller 90' |       | 17' François Omam-Biyik 24' François Omam-Biyik | Parken, Kopenhagen Toeschouwers: 40.564 Scheidsrechter: David Elleray (ENG) |

| Wereldkampioenschap voetbal 1998 |
| -------------------------------- |

|                                                                    |               |                 |            |                                                                                        |
| 12 juni WK 1998 Groep C № 619 «onderlinge duels» 17:30 uur (UTC+2) | Saoedi-Arabië | 0 – 1           | Denemarken | Stade Félix Bollaert, Lens Toeschouwers: 38.140 Scheidsrechter: Javier Castrilli (ARG) |
| 12 juni WK 1998 Groep C № 619 «onderlinge duels» 17:30 uur (UTC+2) |               | 69' Marc Rieper |            | Stade Félix Bollaert, Lens Toeschouwers: 38.140 Scheidsrechter: Javier Castrilli (ARG) |

|                                                                    |                   |       |                    |                                                                                         |
| 18 juni WK 1998 Groep C № 620 «onderlinge duels» 17:30 uur (UTC+2) | Denemarken        | 1 – 1 | Zuid-Afrika        | Stadium Municipal, Toulouse Toeschouwers: 33.300 Scheidsrechter: John Toro Rendón (COL) |
| 18 juni WK 1998 Groep C № 620 «onderlinge duels» 17:30 uur (UTC+2) | Allan Nielsen 13' |       | 52' Benni McCarthy | Stadium Municipal, Toulouse Toeschouwers: 33.300 Scheidsrechter: John Toro Rendón (COL) |

|                                                                    |                                               |       |                            |                                                                                     |
| 24 juni WK 1998 Groep C № 621 «onderlinge duels» 16:00 uur (UTC+2) | Frankrijk                                     | 2 – 1 | Denemarken                 | Stade de Gerland, Lyon Toeschouwers: 39.100 Scheidsrechter: Pierluigi Collina (ITA) |
| 24 juni WK 1998 Groep C № 621 «onderlinge duels» 16:00 uur (UTC+2) | Youri Djorkaeff 13' (pen.) Emmanuel Petit 56' |       | 42' (pen.) Michael Laudrup | Stade de Gerland, Lyon Toeschouwers: 39.100 Scheidsrechter: Pierluigi Collina (ITA) |

|                                                                            |                       |       |                                                                   |                                                                                   |
| 28 juni WK 1998 Achtste finales № 622 «onderlinge duels» 21:00 uur (UTC+2) | Nigeria               | 1 – 4 | Denemarken                                                        | Stade de France, Saint-Denis Toeschouwers: 80.000 Scheidsrechter: Urs Meier (SUI) |
| 28 juni WK 1998 Achtste finales № 622 «onderlinge duels» 21:00 uur (UTC+2) | Tijjani Babangida 78' |       | 3' Peter Møller 12' Brian Laudrup 60' Ebbe Sand 76' Thomas Helveg | Stade de France, Saint-Denis Toeschouwers: 80.000 Scheidsrechter: Urs Meier (SUI) |

|                                                                        |                                    |       |                                       |                                                                                         |
| 3 juli WK 1998 Kwartfinales № 623 «onderlinge duels» 21:00 uur (UTC+2) | Brazilië                           | 3 – 2 | Denemarken                            | Stade de la Beaujoire, Nantes Toeschouwers: 35.500 Scheidsrechter: Gamal Ghandour (EGY) |
| 3 juli WK 1998 Kwartfinales № 623 «onderlinge duels» 21:00 uur (UTC+2) | Bebeto 11' Rivaldo 26' Rivaldo 60' |       | 2' Martin Jørgensen 50' Brian Laudrup | Stade de la Beaujoire, Nantes Toeschouwers: 35.500 Scheidsrechter: Gamal Ghandour (EGY) |

|  |  |  |  |  |  |  |  |  |

|                                                                          |               |       |            |                                                                                  |
| 19 augustus Vriendschappelijk № 624 «onderlinge duels» 20:00 uur (UTC+2) | Tsjechië      | 1 – 0 | Denemarken | Letenský stadion, Praag Toeschouwers: 7.021 Scheidsrechter: Ryszard Wójcik (POL) |
| 19 augustus Vriendschappelijk № 624 «onderlinge duels» 20:00 uur (UTC+2) | Karel Rada 8' |       |            | Letenský stadion, Praag Toeschouwers: 7.021 Scheidsrechter: Ryszard Wójcik (POL) |

|                                                                             |             |       |            |                                                                                 |
| 5 september EK 2000 kwalificatie № 625 «onderlinge duels» 20:30 uur (UTC+3) | Wit-Rusland | 0 – 0 | Denemarken | Dinamo Stadion, Minsk Toeschouwers: 34.000 Scheidsrechter: Georg Dardenne (GER) |
| 5 september EK 2000 kwalificatie № 625 «onderlinge duels» 20:30 uur (UTC+3) |             |       |            | Dinamo Stadion, Minsk Toeschouwers: 34.000 Scheidsrechter: Georg Dardenne (GER) |

|                                                                            |                       |       |                                       |                                                                             |
| 10 oktober EK 2000 kwalificatie № 626 «onderlinge duels» 19:15 uur (UTC+2) | Denemarken            | 1 – 2 | Wales                                 | Parken, Kopenhagen Toeschouwers: 36.009 Scheidsrechter: Sándor Piller (HUN) |
| 10 oktober EK 2000 kwalificatie № 626 «onderlinge duels» 19:15 uur (UTC+2) | Søren Frederiksen 58' |       | 59' Adrian Williams 86' Craig Bellamy | Parken, Kopenhagen Toeschouwers: 36.009 Scheidsrechter: Sándor Piller (HUN) |

|                                                                            |                        |       |                  |                                                                              |
| 14 oktober EK 2000 kwalificatie № 627 «onderlinge duels» 20:15 uur (UTC+2) | Zwitserland            | 1 – 1 | Denemarken       | Hardturm, Zürich Toeschouwers: 12.500 Scheidsrechter: Miroslav Radoman (YUG) |
| 14 oktober EK 2000 kwalificatie № 627 «onderlinge duels» 20:15 uur (UTC+2) | Stéphane Chapuisat 58' |       | 88' Ole Tobiasen | Hardturm, Zürich Toeschouwers: 12.500 Scheidsrechter: Miroslav Radoman (YUG) |

### 1999
|                                                                          |         |               |            |                                                                                  |
| 10 februari Vriendschappelijk № 628 «onderlinge duels» 20:15 uur (UTC+1) | Kroatië | 0 – 1         | Denemarken | Poljud Stadion, Split Toeschouwers: 7.000 Scheidsrechter: Gilles Veissière (FRA) |
| 10 februari Vriendschappelijk № 628 «onderlinge duels» 20:15 uur (UTC+1) |         | 44' Ebbe Sand |            | Poljud Stadion, Split Toeschouwers: 7.000 Scheidsrechter: Gilles Veissière (FRA) |

|                                                                          |               |       |                                      |                                                                                   |
| 27 maart EK 2000 kwalificatie № 629 «onderlinge duels» 19:15 uur (UTC+1) | Denemarken    | 1 – 2 | Italië                               | Parken, Kopenhagen Toeschouwers: 41.429 Scheidsrechter: Antonio López Nieto (ESP) |
| 27 maart EK 2000 kwalificatie № 629 «onderlinge duels» 19:15 uur (UTC+1) | Ebbe Sand 56' |       | 1' Filippo Inzaghi 86' Antonio Conte | Parken, Kopenhagen Toeschouwers: 41.429 Scheidsrechter: Antonio López Nieto (ESP) |

|                                                                       |               |       |                  |                                                                            |
| 28 april Vriendschappelijk № 630 «onderlinge duels» 19:15 uur (UTC+2) | Denemarken    | 1 – 1 | Zuid-Afrika      | Parken, Kopenhagen Toeschouwers: 17.592 Scheidsrechter: René Temmink (NED) |
| 28 april Vriendschappelijk № 630 «onderlinge duels» 19:15 uur (UTC+2) | Ebbe Sand 41' |       | 72' John Moshoeu | Parken, Kopenhagen Toeschouwers: 17.592 Scheidsrechter: René Temmink (NED) |

|                                                                        |                 |       |             |                                                                               |
| 5 juni EK 2000 kwalificatie № 631 «onderlinge duels» 19:15 uur (UTC+2) | Denemarken      | 1 – 0 | Wit-Rusland | Parken, Kopenhagen Toeschouwers: 24.876 Scheidsrechter: Lucílio Batista (POR) |
| 5 juni EK 2000 kwalificatie № 631 «onderlinge duels» 19:15 uur (UTC+2) | Jan Heintze 22' |       |             | Parken, Kopenhagen Toeschouwers: 24.876 Scheidsrechter: Lucílio Batista (POR) |

|                                                                        |       |                                               |            |                                                                                 |
| 9 juni EK 2000 kwalificatie № 632 «onderlinge duels» 19:30 uur (UTC+1) | Wales | 0 – 2                                         | Denemarken | Anfield Road, Liverpool Toeschouwers: 11.000 Scheidsrechter: Amand Ancion (BEL) |
| 9 juni EK 2000 kwalificatie № 632 «onderlinge duels» 19:30 uur (UTC+1) |       | 84' Jon Dahl Tomasson 89' (pen.) Stig Tøfting |            | Anfield Road, Liverpool Toeschouwers: 11.000 Scheidsrechter: Amand Ancion (BEL) |

|                                                                          |            |       |           |                                                                             |
| 18 augustus Vriendschappelijk № 633 «onderlinge duels» 19:15 uur (UTC+2) | Denemarken | 0 – 0 | Nederland | Parken, Kopenhagen Toeschouwers: 17.234 Scheidsrechter: Morgan Norman (SWE) |
| 18 augustus Vriendschappelijk № 633 «onderlinge duels» 19:15 uur (UTC+2) |            |       |           | Parken, Kopenhagen Toeschouwers: 17.234 Scheidsrechter: Morgan Norman (SWE) |

|                                                                             |                                         |       |                        |                                                                              |
| 4 september EK 2000 kwalificatie № 634 «onderlinge duels» 19:15 uur (UTC+2) | Denemarken                              | 2 – 1 | Zwitserland            | Parken, Kopenhagen Toeschouwers: 41.667 Scheidsrechter: Ryszard Wójcik (POL) |
| 4 september EK 2000 kwalificatie № 634 «onderlinge duels» 19:15 uur (UTC+2) | Allan Nielsen 54' Jon Dahl Tomasson 81' |       | 79' Kubilay Türkyilmaz | Parken, Kopenhagen Toeschouwers: 41.667 Scheidsrechter: Ryszard Wójcik (POL) |

|                                                                             |                                     |       |                                                                        |                                                                              |
| 8 september EK 2000 kwalificatie № 635 «onderlinge duels» 20:45 uur (UTC+2) | Italië                              | 2 – 3 | Denemarken                                                             | Stadio San Paolo, Napels Toeschouwers: 46.919 Scheidsrechter: Dick Jol (NED) |
| 8 september EK 2000 kwalificatie № 635 «onderlinge duels» 20:45 uur (UTC+2) | Diego Fuser 10' Christian Vieri 39' |       | 40' (pen.) Martin Jørgensen 57' Morten Wieghorst 63' Jon Dahl Tomasson | Stadio San Paolo, Napels Toeschouwers: 46.919 Scheidsrechter: Dick Jol (NED) |

|                                                                         |            |       |      |                                                                            |
| 10 oktober Vriendschappelijk № 636 «onderlinge duels» 15:00 uur (UTC+2) | Denemarken | 0 – 0 | Iran | Parken, Kopenhagen Toeschouwers: 13.131 Scheidsrechter: Eric Blareau (BEL) |
| 10 oktober Vriendschappelijk № 636 «onderlinge duels» 15:00 uur (UTC+2) |            |       |      | Parken, Kopenhagen Toeschouwers: 13.131 Scheidsrechter: Eric Blareau (BEL) |

|                                                                                       |        | |            |                                                                                      |
| 13 november EK 2000 kwalificatie Play-offs № 637 «onderlinge duels» 20:05 uur (UTC+2) | Israël | 0 – 5 | Denemarken | Ramat Ganstadion, Ramat Gan Toeschouwers: 42.000 Scheidsrechter: David Elleray (ENG) |
| 13 november EK 2000 kwalificatie Play-offs № 637 «onderlinge duels» 20:05 uur (UTC+2) |        | 2' Jon Dahl Tomasson 34' Jon Dahl Tomasson 67' Stig Tøfting 68' Martin Jørgensen 73' Brian Steen Nielsen |            | Ramat Ganstadion, Ramat Gan Toeschouwers: 42.000 Scheidsrechter: David Elleray (ENG) |

|                                                                                       |                                                            |       |        |                                                                                  |
| 17 november EK 2000 kwalificatie Play-offs № 638 «onderlinge duels» 19:15 uur (UTC+1) | Denemarken                                                 | 3 – 0 | Israël | Parken, Kopenhagen Toeschouwers: 41.186 Scheidsrechter: Vítor Melo Pereira (POR) |
| 17 november EK 2000 kwalificatie Play-offs № 638 «onderlinge duels» 19:15 uur (UTC+1) | Ebbe Sand 4' Brian Steen Nielsen 14' Jon Dahl Tomasson 64' |       |        | Parken, Kopenhagen Toeschouwers: 41.186 Scheidsrechter: Vítor Melo Pereira (POR) |

DBU · A-internationals · Selecties · Bondscoaches · Deens vrouwenelftal · Olympisch elftal · Denemarken U21 · Denemarken U20 · Denemarken U19 · Denemarken U18 · Denemarken U17 · Denemarken U16 · Vrouwen U17
1908 – 1919 ·
1920 – 1929 ·
1930 – 1939 ·
1940 – 1949 ·
1950 – 1959 ·
1960 – 1969 ·
1970 – 1979 ·
1980 – 1989 ·
1990 – 1999 ·
2000 – 2009 ·
2010 – 2019 ·
2020 − 2029
EK's: 1964 · 
1984 · 
1988 · 
1992 · 
1996 · 
2000 · 
2004 · 
2012 · 
2020 · 
2024
WK's: 1986 · 
1998 · 
2002 · 
2010 · 
2018 · 
2022
OS: 1908 · 
1912 · 
1920 · 
1948 · 
1952 · 
1960 · 
1972 · 
1992 · 
2016
1908 · 
1909 · 
1910 · 
1911 · 
1912 · 
1913 · 
1914 · 
1915 · 
1916 · 
1917 · 
1918 · 
1919 · 
1920 · 
1921 · 
1922 · 
1923 · 
1924 · 
1925 · 
1926 · 
1927 · 
1928 · 
1929 · 
1930 · 
1931 · 
1932 · 
1933 · 
1934 · 
1935 · 
1936 · 
1937 · 
1938 · 
1939 · 
1940 · 
1941 · 
1942 · 
1943 · 
1944 · 
1946 · 
1947 · 
1948 · 
1949 · 
1950 · 
1952 · 
1952 · 
1953 · 
1954 · 
1955 · 
1956 · 
1957 · 
1958 · 
1959 · 
1960 · 
1961 · 
1962 · 
1963 · 
1964 · 
1965 · 
1966 · 
1967 · 
1968 · 
1969 · 
1970 · 
1971 · 
1972 · 
1973 · 
1974 · 
1975 · 
1976 · 
1977 · 
1978 · 
1979 · 
1980 · 
1981 · 
1982 · 
1983 · 
1984 · 
1985 · 
1986 · 
1987 · 
1988 · 
1989 · 
1990 ·
1991 · 
1992 · 
1993 · 
1994 · 
1995 · 
1996 · 
1997 · 
1998 · 
1999 · 
2000 · 
2001 · 
2002 · 
2003 · 
2004 · 
2005 · 
2006 · 
2007 · 
2008 · 
2009 · 
2010 · 
2011 · 
2012 · 
2013 · 
2014 · 
2015 · 
2016 · 
2017 · 
2018 ·
2019 ·
2020 ·
2021 ·
2022 ·
2023
Albanië ·
Algerije ·
Argentinië ·
Armenië ·
Australië ·
België ·
Bermuda ·
Bosnië en Herzegovina · 
Brazilië ·
Bulgarije ·
Canada ·
Chili ·
Cyprus ·
DDR ·
Duitsland ·
Ecuador ·
Egypte ·
Engeland ·
Estland ·
Faeröer · 
Finland · 
Frankrijk ·
Gambia ·
Georgië ·
Ghana ·
Gibraltar ·
GOS ·
Griekenland ·
Honduras ·
Hongarije ·
Hongkong ·
Ierland ·
IJsland ·
Indonesië ·
Iran ·
Israël ·
Italië ·
Japan ·
Joegoslavië ·
Kameroen ·
Kazachstan ·
Kosovo · 
Kroatië · 
Letland ·
Liechtenstein ·
Litouwen ·
Luxemburg ·
Malta ·
Marokko ·
Mexico ·
Moldavië · 
Montenegro · 
Nederland ·
Nederlandse Antillen ·
Nigeria ·
Noord-Ierland ·
Noord-Macedonië ·
Noorwegen ·
Oekraïne ·
Oostenrijk ·
Panama ·
Paraguay ·
Peru ·
Polen ·
Portugal ·
Roemenië ·
Rusland ·
San Marino ·
Saoedi-Arabië ·
Schotland ·
Senegal ·
Servië ·
Singapore ·
Slovenië ·
Slowakije ·
Sovjet-Unie ·
Spanje ·
Suriname ·
Thailand ·
Togo · 
Tsjechië ·
Tsjecho-Slowakije ·
Tunesië · 
Turkije · 
Uruguay ·
Verenigde Arabische Emiraten ·
Verenigde Staten ·
Wales ·
Wit-Rusland ·
Zuid-Afrika ·
Zuid-Korea ·
Zweden ·
Zwitserland
Argentinië (1995) · 
Australië (2018) ·
Australië (2022) · 
België (2021) · 
Duitsland (1992) · 
Duitsland (2012) · 
Engeland (2021) · 
Finland (2021) · 
Frankrijk (2002) · 
Frankrijk (2018) · 
Japan (2010) · 
Kameroen (2010) · 
Kroatië (2018) · 
Nederland (2010) · 
Nederland (2012) · 
Peru (2018) · 
Portugal (2012) · 
Rusland (2021) · 
Senegal (2002) · 
Tsjechië (2021) · 
Uruguay (2002) · 
Wales (2021)
CONMEBOL: Bolivia · Chili  · Colombia · Ecuador · Uruguay · Venezuela

UEFA: Albanië · Andorra · Armenië · Azerbeidzjan · België · Bosnië en Herzegovina · Bulgarije · Cyprus · Denemarken · (West-)Duitsland · Duitse Democratische Republiek · Engeland · Estland · Faeröer · Finland · Frankrijk · Georgië · Griekenland · Hongarije · IJsland · Ierland · Israël · Italië · Joegoslavië · Kroatië · Letland · Liechtenstein · Litouwen · Luxemburg · Malta · Moldavië · Nederland · Noord-Ierland · Noord-Macedonië · Noorwegen · Oekraïne · Oostenrijk · Polen · Portugal · Roemenië · Rusland · San Marino · Schotland · Slovenië · Slowakije · Sovjet-Unie/GOS ·  Spanje · Tsjechië · Tsjecho-Slowakije · Turkije · Wales · Wit-Rusland · Zweden · Zwitserland

AFC: Kazachstan

CAF: Madagaskar

CONCACAF: Belize · Canada